# Ясакова, Екатерина Андреевна
Екатерина Андреевна Ясакова (4 декабря 1927, с. Путятино, Шарлыкский район, Оренбургская губерния — 22 июня 2022) — телятница совхоза «Березовский» Шарлыкского района Оренбургской области, Герой Социалистического Труда (1966).

## Биография
Родилась 5 декабря 1927 года в селе Путятино Шарлыкского района Оренбургской области. Русская.
Окончила начальную школу. С 13 лет работала в колхозе имени С. М. Будённого в животноводстве. В 16 лет пошла работать птичницей. Через три года, по примеру матери, стала дояркой. Недолго довелось доить коров, произошло непредвиденное: коровы на ферме заболели бруцеллёзом, и все животноводы заразились этой страшной болезнью. Болезнь длилась три года: на время были потеряны зрение, слух, и это всего в 20 лет. После выздоровления вернулась на ферму.
С 1957 года работала телятницей в совхозе «Березовский». Стала мастером животноводства. Её рабочее место всегда содержалось в образцовом порядке, соблюдались все правила кормления, ухода за животными. Помогала любовь к своей профессии животновода, сознание личной ответственности за порученное дело. Е. А. Ясакова достигла значительных успехов в развитии животноводства, увеличении производства и заготовок мяса.
Указом Президиума Верховного Совета СССР от 22 марта 1966 года «за успехи, достигнутые в развитии животноводства, увеличении производства и заготовок мяса, и проявленную при этом трудовую доблесть» Ясаковой Екатерине Андреевне присвоено звание Героя Социалистического Труда с вручением ордена Ленина и золотой медали «Серп и Молот».
Передовик производства Е. А. Ясакова долгие годы была наставником молодёжи, передавала им свои трудовые знания и опыт. На базе её методики работы была создана школа передового опыта, куда приезжали делегации из разных совхозов.
Е. А. Ясакова успешно закончила 1973 год, за который вырастила 178 телят при среднесуточном привесе в 962 грамма. На 1974 год передовик производства взяла повышенные обязательства. Она решила вырастить 200 телят при среднесуточном привесе 1020 граммов и полной сохранности всего поголовья. И осуществила задуманное. По итогам работы за девятую пятилетку телятница Екатерина Ясакова награждена Аттестатом Почёта области.
В первом году десятой пятилетки она вырастила и сохранила 245 телят, добилась среднесуточного привеса 950 граммов. За более чем 40 лет работы Е. А. Ясакова вырастила более 4000 телят, чем способствовала подъёму животноводства в стране.
Жила в селе Путятино Шарлыкского района Оренбургской области. Неоднократно избиралась депутатом районного Совета.
Награждена орденом Ленина, медалями.
Скончалась 22 июня 2022 года. Похоронена в родном селе.